# Anaspis eversi
Anaspis eversi is een keversoort uit de familie bloemspartelkevers (Scraptiidae). De wetenschappelijke naam van de soort is voor het eerst geldig gepubliceerd in 1964 door Ermisch.